# Oscar Langendorff

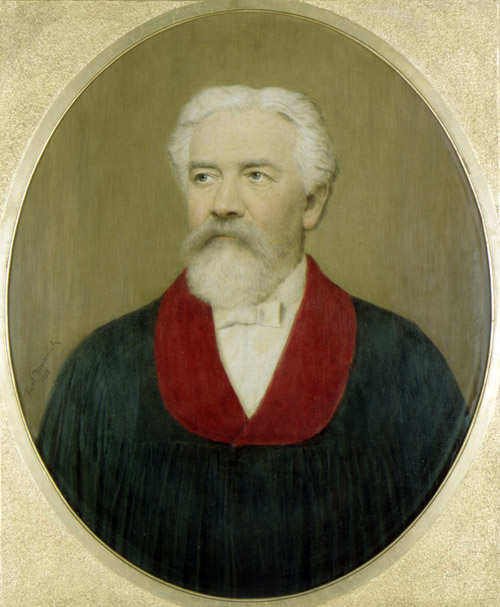
Oscar Langendorff (Ölgemälde von Paul Moennich, 1913)

Oscar Langendorff (* 1. Februar 1853 in Breslau; † 10. Mai 1908 in Rostock) war ein deutscher Mediziner und Physiologe.

## Wissenschaftliche Laufbahn
Nach dem Studium der Medizin an den Universitäten Breslau, Berlin und Freiburg im Breisgau wurde Oscar Langendorff 1875 an der Albertus-Universität Königsberg promoviert, wo er in den Folgejahren als wissenschaftlicher Assistent arbeitete. Er habilitierte sich im Jahr 1879 beim Physiologen Ludimar Hermann und bekleidete ab 1884 die Position eines außerordentlichen Professors. Im Jahr 1886 erfolgte die Wahl Langendorffs zum Mitglied der Leopoldina.
Im Jahr 1892 folgte Langendorff einem Ruf an die Universität Rostock, wo er bis zu seinem Tod 1908 als Ordinarius und Direktor des physiologischen Instituts arbeitete.
Bekannt wurde Langendorff vor allem durch seine Experimente am isolierten perfundierten Säugetierherzen (dem „Langendorff-Herzen“) in der nach ihm benannten Langendorff-Apparatur. Dabei hatte er entdeckt, dass ein stillstehendes Herz nur wieder zum Schlagen zu bringen ist, wenn vor der Wiederbelebung der Herzmuskel oxygeniert (ausreichend mit Sauerstoff versorgt) worden ist, was er 1895 in Pflügers Archiv publizierte. Daneben beschäftigte er sich u. a. mit Aspekten der Atmung sowie der Reizleitung im sympathischen und peripheren Nervensystem.
Langendorff ist Namensgeber für den seit 2016 verliehenen „Langendorff-Preis für die Jahrgangsbestenleistung im Fach Physiologie“.

## Mitgliedschaften
- Leopoldina, Halle
- Accademia medico-chirurgica, Perugia
- L'Association Internationale de l'Institute Marey, Paris
- Verein für wissenschaftliche Heilkunde, Königsberg

## Schriften
- Physiologische Graphik. Ein Leitfaden der in der Physiologie gebräuchlichen Registrirmethoden, F. Deuticke, Leipzig: 1891.
- Untersuchungen am überlebenden Säugethierherzen. In: Pflügers Arch. (Berlin) Band 61, 1895, S. 291–332.
- Untersuchungen am überlebenden Säugetierherzen. II. Über den Einfluss von Wärme und Kälte auf das Herz der warmblütigen Tiere, Pflügers Arch. 66: 355–400, 1897.
- Untersuchungen am überlebenden Säugetierherzen. III. Vorübergehende Unregelmässigkeiten der Herzschlages und ihre Ausgleichung, Pflügers Arch. 70: 473–486, 1898.